# Georg Hamel
Georg Karl Wilhelm Hamel (Düren, 12 de setembro de 1877 — Landshut, 4 de outubro de 1954) foi um matemático alemão com interesse em mecânica, fundações da matemática e análise complexa.

## Vida
Georg Hamel estudou na Rheinisch-Westfälische Technische Hochschule Aachen (RWTH Aachen), Universidade Humboldt de Berlim e Universidade de Göttingen, onde concluiu o doutorado em 1901 sob a orientação de David Hilbert, com a tese Über die Geometrien, in denen die Geraden die Kürzesten sind.
Obteve a habilitação em 1903 na Universidade de Karlsruhe, e em 1905 foi professor da Deutsche Technische Hochschule Brünn, em 1912 em Aachen e em 1919 na Universidade Técnica de Berlim. Em 1938 foi eleito membro da Academia de Ciências da Prússia.
É conhecido principalmente por seu trabalho sobre problemas fundamentais que conduziram ao termo base de Hamel dos números reais, bem como por seus trabalhos sobre a estrutura axiomática da mecânica clássica.

## Publicações selecionadas
- Über die Geometrieen, in denen die Geraden die Kürzesten sind. Göttigen: [s.n.] 1901 ("On the geometries in which the straight lines are the shortest", Hamel's doctoral dissertation on Hilbert's fourth problem. A version may be found in Mathematische Annalen 57, 1903.)
- Lagrange-Euler'schen gleichungen der Mechanik. Leipzig: B.G. Teubner. 1903
- Elementare mechanik. Leipzig und Berlin: B. G. Teubner. 1912
- Grundbegriffe der Mechanik. Leipzig: [s.n.] 1921
- Integralgleichungen. Berlin: Springer. 1937[3]
- Komplexe Form der ebenen Bewegungsgleichungen zäher, inkompressibler Flüssigkeiten. Berlin: Verlag der Akademie der Wissenschaften, in Kommission bei W. de Gruyter. 1941
- Aufbau einer Theorie der Häute und der dünnen Schalen nach der Methode von Lagrange. Berlin: Akademie der Wissenschaften, in Kommission bei W. de Gruyter. 1944
- Theoretische Mechanik. Berlin: Springer. 1949[4]